# Коуэн, Рут
Рут Коуэн (урождённая Шварц, Ruth Schwartz Cowan; род. 9 апреля 1941) — американский историк, специалист в области истории науки и техники, а также медицины. Доктор философии (1969), эмерит-профессор Университета штата Нью-Йорк в Стоуни-Брук, где трудилась с 1967 года, с 2002 года — и с этого же года профессор Пенсильванского университета, с 2012 года также эмерит. Член Американского философского общества (2014).

## Биография
Родилась в Бруклине, в еврейском семье. Окончила Барнард-колледж (бакалавр зоологии, 1961). В Калифорнийском университете в Беркли получила степень магистра истории (1964), а в Университете Джонса Хопкинса — степень доктора философии по истории науки (1969). С 1967 по 2002 год работала на кафедре истории Университета штата Нью-Йорк в Стоуни-Брук, с 1984 года как профессор, с 2002 года эмерит. С того же 2002 года именной профессор (Janice and Julian Bers Professor) истории и социологии науки Пенсильванского университета, в 2003—2008 и 2011—2012 годах заведующая кафедрой истории и социологии науки, ведущей в стране, с июля 2012 года эмерит-профессор.
Президент Society for the History of Technology (1992—1994).
Являлась стипендиатом Гуггенхайма. Отмечена Leonardo da Vinci Medal (1997) и John Desmond Bernal Prize (2007).
Состоит в редколлегиях Social Studies of Science и Science and Culture.
Замужем, есть дети и внуки.
Автор шести книг и множества статей.
Публиковалась в Technology and Culture, Women’s Studies, Isis, The Washington Post.
Автор учебника «A Social History of American Technology».

## Книги
- Heredity and Hope: The Case for Genetic Screening (Harvard University Press, 2008)[3][4]
- A Social History of American Technology (New York: Oxford University Press, 1997)[5]
- Our Parents' Lives: The Americanization of Eastern European Jews (New York: Basic Books, 1989)
  - 2-е изд.: Our Parent’s Lives: Everyday Life and Jewish Assimilation (New Brunswick: Rutgers University Press, 1996)[6]
- Sir Francis Galton and the Study of Heredity in the Nineteenth Century (New York: Garland Press, 1985)
- More Work for Mother: The Ironies of Household Technology from the Open Hearth to the Microwave (New York: Basic Books, 1983)[7]